# 斯特拉思米爾 (新澤西州)
斯特拉思米爾（英語：Strathmere）是位於美國新澤西州開普梅縣的普查規定居民點。

## 人口
根據2020年美國人口普查的數據，斯特拉思米爾的面積為1.96平方千米，當中陸地面積為1.36平方千米，而水域面積為0.60平方千米。當地共有人口137人，而人口密度為每平方千米69.9人。